# 정주청년역
정주청년역(定州靑年驛)은 조선민주주의인민공화국 평안북도 정주시에 위치한 평의선과 평북선의 철도역이다. 정주청년역과 삭주군의 청수역을 잇는 평북선이 본 역에서 평의선과 분기된다.
1905년 경의선 개통 당시 역명은 소재지인 정주군(현 정주시)의 이름을 따서 정주역이었으나, 이후에 조선민주주의인민공화국 당국에 의해 정주청년역으로 개명되었다.
2008년 1월 27일, 본 역에서 탈선사고가 발생해 화차 10량 중 4량이 전복되고 2명의 철도 관계자가 사망한 사고가 발생하였으며, 동년에 역사(驛舍) 내외관 개보수 공사가 진행되었다.